# Pidvelidnîkî, Ovruci
Pidvelidnîkî (în ucraineană Підвелідники) este un sat în comuna Norînsk din raionul Ovruci, regiunea Jîtomîr, Ucraina.

## Demografie
Componența lingvistică a localității Pidvelidnîkî
     Ucraineană (100%)
Conform recensământului din 2001, toată populația localității Pidvelidnîkî era vorbitoare de ucraineană (100%).